# 福德町

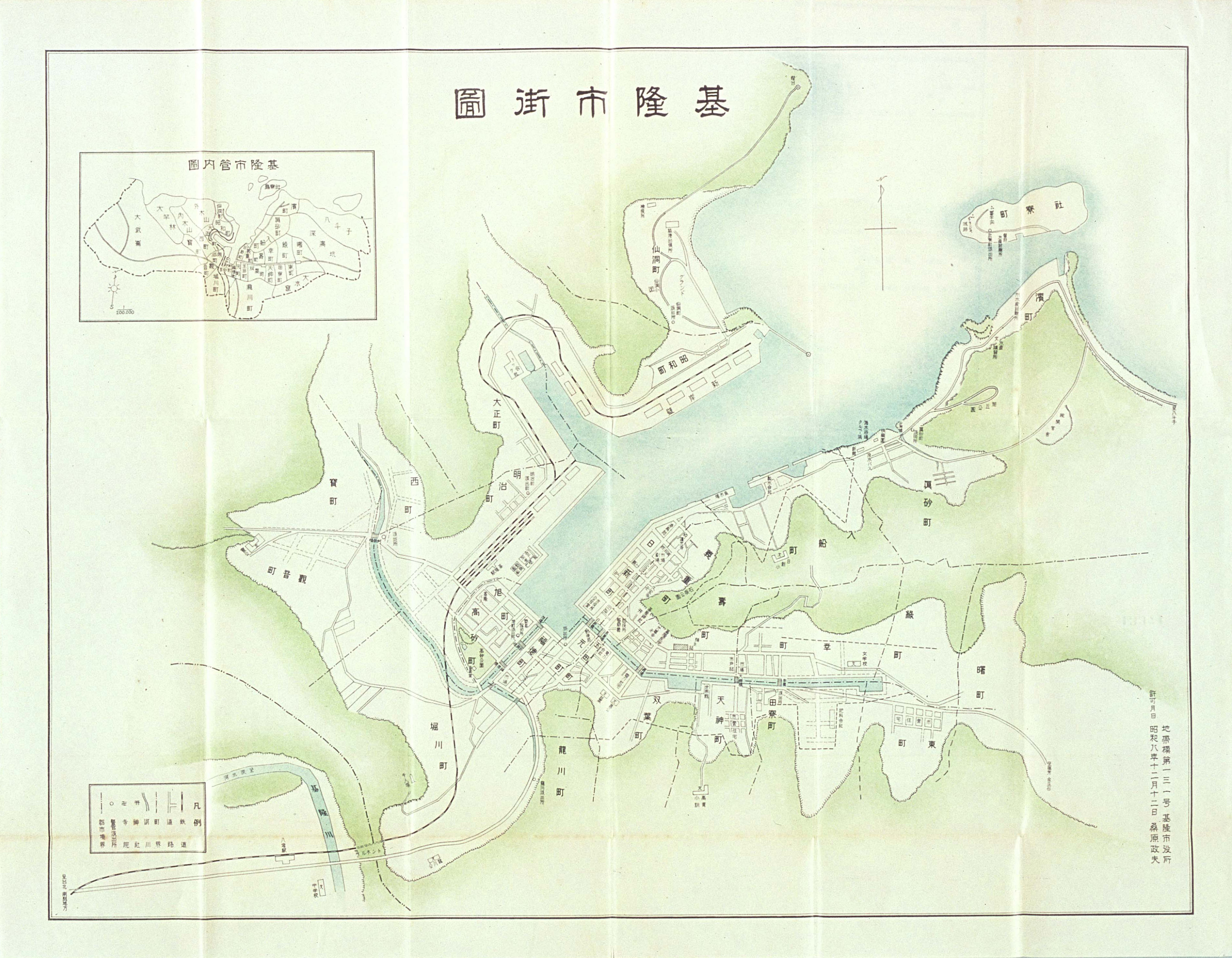
基隆市街圖

福德町為台灣日治時期臺北州基隆市的一個町，於基隆市自昭和6年（1931年）10月1日實施町名改正後設置，位於福德街和新興街一帶，町名來自當地地名「福德」；當地原屬於基隆市大字基隆草店尾、新興、福德、玉田、和興頭。
福德町約為現今地籍復興段的範圍，約為仁愛區仁德里西側、博愛里西側。

## 町內設施
一丁目
- 臺陽汽船商事株式會社
- 泰記汽船株式會社
- 基隆商工信用組合

二丁目
三丁目
- 基隆中央市場
- 福德町食料品小賣市場（福德市場，現 仁愛市場）